# Manuel Vélez Samaniego
Manuel Vélez Samaniego (1926-2001) fue un arquitecto chileno, que destacó como dirigente deportivo. Fue Presidente del Club Deportivo Universidad Católica en dos ocasiones, entre los periodos 1968-1974 y 1996-1999.

## Biografía
Por la década de los años 1960 fue el gestor principal en la compra de una gran extensión de tierras en la comuna de Las Condes. En esta compra demostró ser un gran visionario, ya que estos terrenos de más de dos mil hectáreas fueron comprados a un precio ínfimo, y una vez pasados los años, alcanzaron precios de venta incalculables debido al gran auge que obtuvo el sector alto de la ciudad de Santiago. Este sector fue llamado Fundo San Carlos de Apoquindo, en honor al Monseñor Carlos Casanueva, el que se desempeñaba como rector de la Pontificia Universidad Católica de Chile.
Comenzó al mando de la institución de buena manera, obteniendo el subcampeonato de la Primera división el año 1968, y en materia internacional, llegaban a los cuartos de final de la Copa Libertadores del mismo año. El año siguiente, 1969 fue el inicio de una gran crisis que viviría la rama de fútbol de la Universidad Católica, que desembocaría en el descenso a segunda división el año 1973.
Posteriormente, en su regreso a fines de los años 1990 obtuvo el Torneo Apertura 1997 y los subcampeonatos de 1999 y el Torneo Clausura 1997, tras un breve éxito en la Copa Libertadores del año 1997 en la que se llegó a los cuartos de final. El 21 de diciembre del año 1999 fue sucedido por Jorge O'Ryan Schütz.
| Predecesor: Enrique Casorzo Federici | Presidente del Club Deportivo Universidad Católica 1968-1974 | Sucesor: Raúl Devés Jullian  |
| Predecesor: Jorge Claro Mimica       | Presidente del Club Deportivo Universidad Católica 1996-1998 | Sucesor: Jorge O'Ryan Schütz |

- Datos: Q5994616